# Lucas Nix
Lucas Edward Nix (Clairton, 28 settembre 1989) è un giocatore di football americano statunitense che gioca nel ruolo di guardia per gli Oakland Raiders della National Football League (NFL). Al college giocò a football alla Pittsburgh University.

## Carriera professionistica

### Oakland Raiders
Nix firmò il 4 maggio 2012 un contratto triennale per un totale di 1,44 milioni di dollari come free agent con gli Oakland Raiders, dopo non esser stato scelto al draft NFL 2012. Debuttò come professionista il 30 dicembre dello stesso anno contro i San Diego Chargers e quella fu l'unica partita che giocò nella sua stagione da rookie. Nella settimana 2 del 2013 contro i Jacksonville Jaguars nel 3º quarto si infortunò alla caviglia e fu costretto ad uscire dal campo. Chiuse la stagione giocando 14 partite di cui 10 da titolare con attribuite 3 penalità che causarono la perdita di 20 yard.

## Vittorie e premi
Nessuno

## Statistiche
| Partite totali      | 15 |
| Partite da titolare | 10 |
| Fumble recuperati   | 0  |
| Tackle totali       | 1  |

Statistiche aggiornate al 29 gennaio 2014